# Пьеве-Торина
Пьеве-Торина (итал. Pieve Torina) — коммуна в Италии, располагается в регионе Марке, в провинции Мачерата.
Население составляло 1377 человек (2008 г.), плотность населения составляет 19 чел./км². Занимает площадь 74 км². Почтовый индекс — 62036. Телефонный код — 0737.
В коммуне 15 августа особо празднуется Успение Пресвятой Богородицы. 

## Демография
Динамика населения:

## Администрация коммуны
- Официальный сайт: http://www.comune.pievetorina.mc.it/